# Juan 12

Juan 12:12-15 en griego en el Papiro 2 (Museo Egipcio, Florencia, n.º de inv. 7134). Lucas 7:22-26.50 en copto en el reverso. Siglo VI.}}

Juan 12 es el duodécimo capítulo del Evangelio de Juan del Nuevo Testamento de la Biblia cristiana. Narra una unción de los pies de Jesús, atribuida a María de Betania, así como un relato de la entrada triunfal de Jesucristo en Jerusalén. El autor del libro que contiene este capítulo es anónimo, pero la tradición cristiana primitiva afirmó uniformemente que Juan compuso este Evangelio.

## Texto
El texto original fue escrito en griego koiné. Este capítulo está dividido en 50 Versículos.

### Testigos textuales
Algunos manuscritos tempranos que contienen el texto de este capítulo en griego koiné son: 
- Papiro 75 (175-225 d. C.)
- Papiro 66 (c. 200)
- Codex Vaticanus (325-350)
- Codex Sinaiticus (330-360)
- Codex Bezae (c. 400)
- Codex Alexandrinus (400-440)
- Papiro 2 (c. 550; existen los Versículos 12-15)[3]
- Papiro 128 (siglos VI/XVII; existen los Versículos 16-18)
- Papiro 59 (siglo VII; existen los versículos 25, 29, 31, 35)

## Lugares
Los acontecimientos registrados en este capítulo se refieren a los siguientes lugares:
- Betania (Juan 11:1), a unos 15 estadios (15 furlongs o 2 millas) de Jerusalén (Juan 11:18).
- Jerusalén

### Versículo 1-3

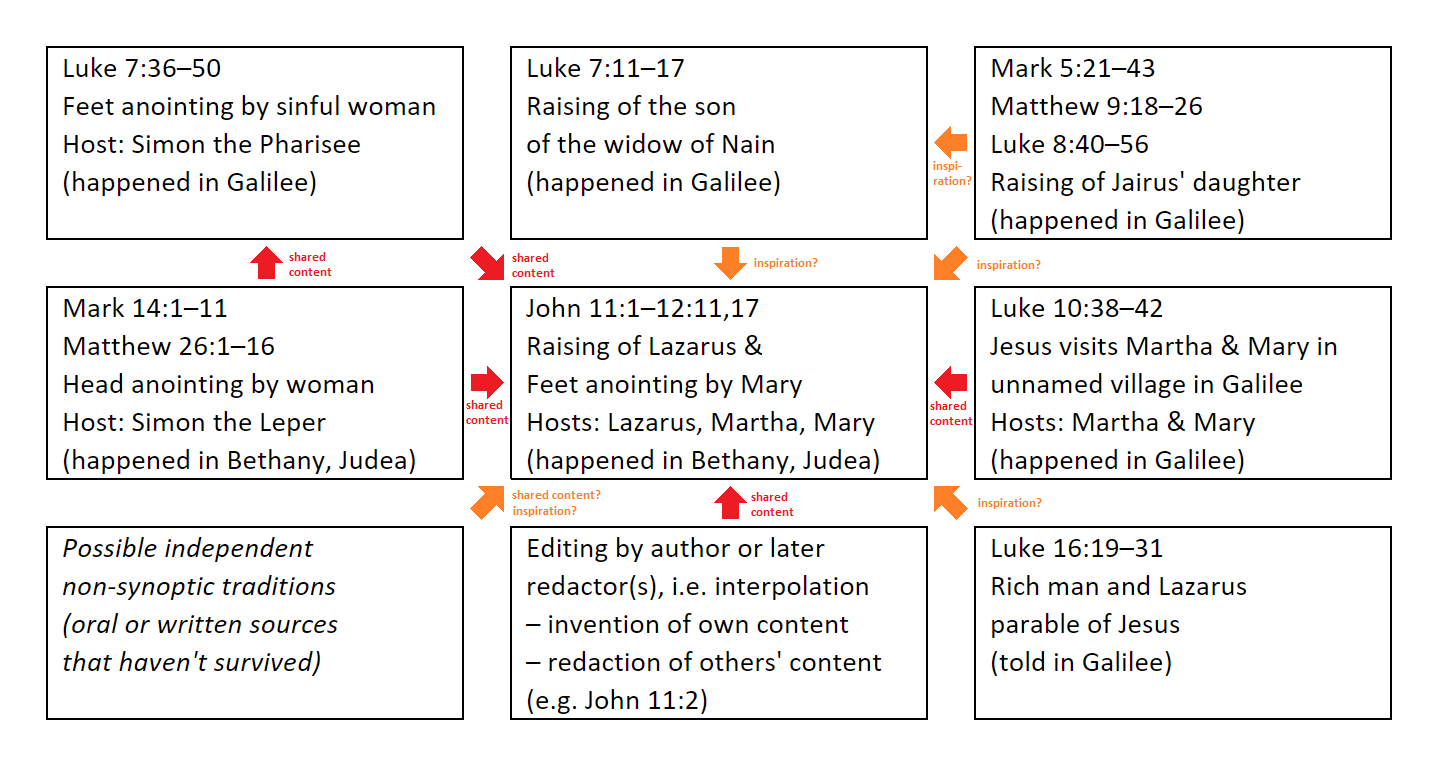
Los estudiosos del Nuevo Testamento han intentado explicar cómo se compuso probablemente la historia de María de Betania.